# Icchak Zandberg
Icchak Zandberg (ur. 1871 w Łodzi, zm. 24 czerwca 1915 w Otwocku) – żydowski aktor i reżyser teatralny, dyrektor Teatru Wielkiego w Łodzi w latach 1905–1914.

## Życiorys
Syn właściciela pralni. Od dzieciństwa przejawiał talent do śpiewu. Występował jako śpiewak i aktor m.in. w trupach Abrahama Fiszzona i Abrahama Kamińskiego. Występował głównie w sztukach szundowych.
W 1905 roku objął funkcję dyrektora Teatru Wielkiego w Łodzi, gdzie stworzył jeden z ważniejszych osrodków teatru jidyszowego w Europie. Współpracował m.in. z Juliuszem Adlerem, sprowadził również aktorów teatru jidyszowego ze Stanów Zjednoczonych. Jako pierwszy otrzymał pozwolenie na wyreżyserowanie sztuk Szaloma Asza, Pereca Hirszbejna i Icchaka Kacenelsona. Po wybuchu I wojny światowej i zamknięciu Teatru Wielkiego, wyjechał do Warszawy. Następnie zachorował i zamieszkał w sanatorium w Otwocku, gdzie zmarł 24 czerwca 1915 roku.
Jego żoną była aktorka Julia Zandberg.